# Nicotiana rosulata
Nicotiana rosulata är en potatisväxtart. Nicotiana rosulata ingår i släktet tobak, och familjen potatisväxter.

## Underarter
Arten delas in i följande underarter:
- N. r. ingulba
- N. r. rosulata